# ۱۱۶۴ (قمری)
۱۱۶۴ (قمری)، هزار و صد و شصت و چهارمین سال در گاهشماری هجری قمری است. اول محرم این سال برابر با سی‌ام نوامبر سال ۱۷۵۰ میلادی است.